# Ghiacciaio Robert
Il ghiacciaio Robert è un ghiacciaio situato sulla costa orientale della Terra di Enderby, in Antartide. Il ghiacciaio nasce a ovest del picco Rayner, da dove fluisce verso nord-est, scorrendo a fianco del ghiacciaio Wilma, a ovest, e del nunatak Striated e della scogliera Chkalov, a est, fino ad andare ad alimentare la piattaforma glaciale Edoardo VIII, sulla costa di Kemp.

## Storia
Il ghiacciaio Robert è stato avvistato per la prima volta nel novembre del 1954 durante una spedizione di ricerca antartica australiana comandata da Robert E. Dovers. Dovers, allora ufficiale in capo alla stazione Mawson, stava allora effettuando, insieme a G. Schwartz, una ricognizione in slitta della baia di Edoardo VIII e decise di battezzare il ghiacciaio con il proprio nome.